# Dioxigenil-hexafluoroplatinát
A dioxigenil-hexafluoroplatinát szervetlen vegyület, képlete O2PtF6. A O2PtF6-ot alkotó két ion egyike a dioxigenil kation (O+2), a másik a hexafluoroplatinát (PtF−6) anion. Oxigén és platina-hexafluorid egyesülésével keletkezik:
O2 + PtF6 → O2PtF6

## Előállítása
A dioxigenil-hexafluoroplatinát előállítható oxigén és fluor keverékének reakciójával porózus platinán 450 °C-on. Ezenkívül előállítható oxigén-difluorid és platina reakciójával. 350 °C-on platina-tetrafluorid keletkezik, 400 °C felett dioxigenil-hexafluoroplatinát keletkezik.
T = 350 °C:     2 OF2   +   Pt   →   PtF4   +   O2
T > 400 °C:     6 OF2   +   2 Pt   →   2 O2PtF6   +   O2

## Fordítás
Ez a szócikk részben vagy egészben  a   Dioxygenyl hexafluoroplatinate című angol Wikipédia-szócikk ezen változatának fordításán alapul.  Az eredeti cikk szerkesztőit annak laptörténete sorolja fel. Ez a jelzés csupán a megfogalmazás eredetét és a szerzői jogokat jelzi, nem szolgál a cikkben szereplő információk forrásmegjelöléseként.